# 29435 Mordell
29435 Mordell (1997 JB8) là một tiểu hành tinh vành đai chính được phát hiện ngày 8 tháng 5 năm 1997 bởi P. G. Comba ở Prescott.